# 佐々長成
佐々 長成（さっさ ながなり、永禄元年（1558年） - 寛永2年4月16日（1625年5月22日））は、安土桃山時代から江戸時代初期の武将、旗本。喜三郎のちに信濃守。佐々長治の子で、子に佐々長次、四郎三郎正成がいる。
尾張国に生まれた。豊臣秀吉に馬廻として仕えた。徳川家康の会津征伐に従軍し、関ヶ原の戦いで有馬豊氏隊に属し後ろ備えを務めた。慶長6年（1601年）丹波国において500石を加増され、摂津国の領地と合わせて1519石を領した。慶長9年に家康の上洛に供し信濃守に叙任された。その後の大坂の陣では嫡男の長次とともに永井直勝の軍に属し従軍。役後に寄合に列した。寛永2年に没し小石川の吉祥寺に葬られた。法名は浄泉院久学宗無。